# .th
A .th Thaiföld internetes legfelső szintű tartomány kódja 1988 óta. A regisztrációt és adminisztrációt az Ázsiai Technológiai Intézet végzi. Az Egyesült Királysághoz hasonlóan Thaiföldön is kötelező a második szintű tartomány használata.

## Második szintű tartományok
- ac akadémiai
- co üzleti
- in személyes
- go kormányzati
- mi hadsereg
- or nonprofit szervezetek
- net internetszolgáltatók